# Sandigliano
Sandigliano (piemontiul: Sandian) település Olaszországban, Piemont régióban, Biella megyében. Lakosainak száma 2559 fő (2023. január 1.). Sandigliano Borriana, Cerrione, Gaglianico, Verrone és Ponderano községekkel határos.

## Népesség
A település lakossága az elmúlt években az alábbi módon változott:
| Lakosok száma | 2687 | 2665 | 2559 |
|               | 2017 | 2018 | 2023 |